# هانا هوش

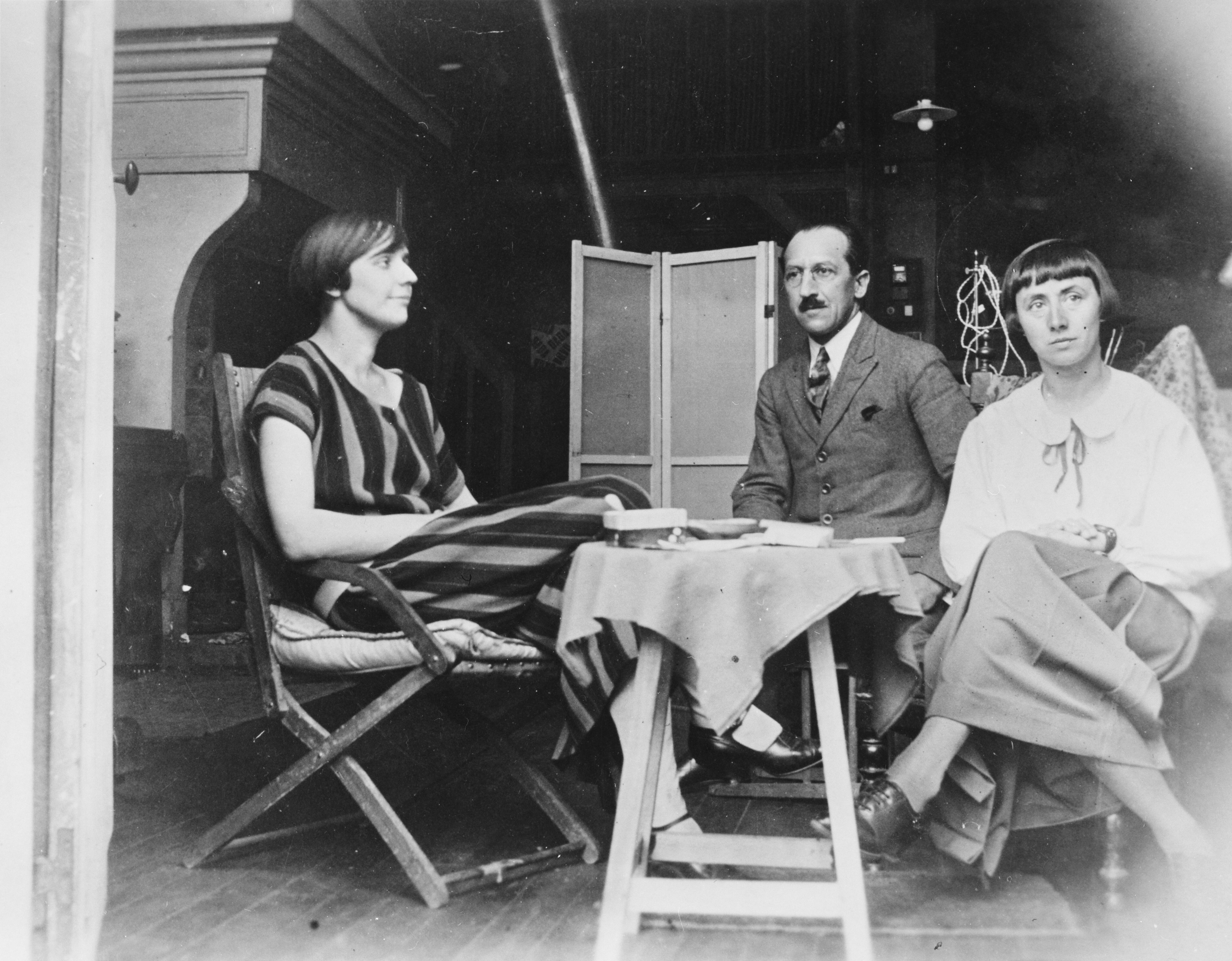
هانا برفقة الفنانين دوسبيرغ وموندريان التقطت في أبريل من عام 1924

كانت هانا هوش (1 نوفمبر 1889 – 31 مايو 1978) رسامة دادا ألمانية. تشتهر بعملها عن فترة فايمار، وقتما كانت واحدة من مؤسسي التصوير السريالي. التصوير السريالي نوع من الكولاج حيث تكون العناصر الملصقة صورًا فوتوغرافية فعلية أو نسخًا فوتوغرافية يجري سحبها من الصحافة وغيرها من الوسائط المنتَجة على نطاق واسع.
كانت النية من أعمال هوش تعرية الخرافة والتشعب الذي كان موجودًا في مبدأ «المرأة الجديدة»: امرأة حيوية محترفة زنمردية مستعدة لتتخذ مكانها باعتبارها ندًا للرجل. كان اهتمامها في الموضوع في كيفية هيكلة التشعب، بالإضافة إلى هوية باني الأدوار الاجتماعية.
كانت الموضوعات الأساسية الأخرى في أعمال هوش الزنمردة، والخطاب السياسي، والأدوار الجندرية المتغيرة. تفاعلت هذه الموضوعات كلها لخلق خطاب نسوي يكتنف أعمال هوش، ما شجع على تحرير المرأة وتمثيلها في خلال جمهورية فايمار (1919 – 1933) واستمر حتى يومنا هذا.

## سيرتها
وُلدت هانا هوش باسم آنا تيريس يوهان هوش في غوتا، ألمانيا. على الرغم من ارتيادها المدرسة، احتلت الحياة العائلية الأسبقية في منزل آل هوش. في عام 1904، أُخرجت هوش من مدرسة البنات العليا في غوتا لتعتني بأصغر أخواتها ماريان. في 1912، بدأت بتلقي دروس في كلية الفنون التطبيقية في برلين تحت توجيه مصمم الزجاج هارولد بيرغين. اختارت منهج تصميم الزجاج والفنون الجرافيكية، بدلًا عن الفنون الجميلة، لإرضاء أبيها. 
في 1914، عند بداية الحرب العالمية الأولى، تركت المدرسة وعادت إلى غوتا لتعمل مع الصليب الأحمر. في 1915، عادت إلى برلين حيث التحقت بدروس الجرافيك خاصة إميل أورليك في المعهد الدولي لمتحف الفنون والحرف اليدوية. وأيضًا في عام 1915، بدأت هوش علاقة حميمة مع راؤول هاوسمان، وهو عضو في حركة دادا في برلين. بدأ انخراط هوش مع دادائيي برلين جديًا في 1917. مُيزت هوش، باعتبارها الامرأة الوحيدة في مجموعة برلين، بسبب اكتفائها الذاتي، وطرحها الذكوري، وازدواجيتها الجنسية، بينما تناولت باستمرار موضوعات «المرأة الجديدة» المتمتعة بحرية التصويت، وحرية الاستمتاع بلقاءات جنسية والبدء بها، والحرية المالية.
منذ 1916 حتى 1926، عملت في قسم الحرف اليدوية لصالح دار نشر أولستاين فيرلاغ، حيث صممت ملابس وتطريزات ومخرّمات وتصاميم أعمال يدوية لصالح دي دام (السيدة) ودي براكتيش بيرلينيرين (المرأة البرلينية العملية). يمكن رؤية أثر هذا العمل والتدريب المبكر في عدد من كولاجاتها التي صممتها في نهاية العقد الأول من القرن العشرين وفي بداية العقد الثاني حتى منتصفه، والتي دمجت فيها أنماط الخياطة وتصاميم الحياكة. عاشت وعملت من 1926 حتى 1929 في هولندا. شكلت هوش العديد من علاقات الصداقة النافذة والعلاقات المهنية على مدى السنين مع كورت شفيترز، ونيلي فان دوسبورخ، وتيو فان دوسبورخ، وسونيا ديلوناي، ولازلو موهولي ناغي، وبيت موندريان وغيرهم. كانت هوش، إلى جانب هاوسمان، من أوائل رواد الشكل الفني الذي صار يُعرف لاحقًا بالتصوير السريالي.